# Biblioteca Regional Joaquín Leguina
La Biblioteca Regional Joaquín Leguina està situada a l'antiga fàbrica de cervesa "El Águila", al districte d'Arganzuela de Madrid (Espanya).

## Història
L'edifici va ser construït entre els anys 1912 i 1914 segons el projecte de l'arquitecte Eugenio Jiménez Corera. Va ser ampliat successivament entre 1915 i 1935 per Luis Sainz de los Terreros afegint les cotxeres, mòduls de processos, cellers, sitges i la geladora. La fàbrica va estar en actiu fins a l'any 1985, moment en què va tancar les portes quedant sense ús fins a la seva posterior remodelació. Actualment alberga no només la Biblioteca sinó també l'Arxiu Regional de la Comunitat de Madrid.
A 1994 la Comunitat de Madrid va iniciar les actuacions per recuperar el complex, convocant un concurs de projectes que van guanyar els arquitectes Emilio Tuñón Álvarez i Luis Moreno Mansilla. El 10 desembre de 2002 es va obrir la Biblioteca Regional. Uns mesos després, el 28 d'abril de 2003, l'Arxiu, ambdues institucions dependents de la Conselleria de les Arts. A la biblioteca se li va donar el nom de "Joaquín Leguina" en record del primer president que va tenir la comunitat autònoma madrilenya.

## Marc legal
La Biblioteca Regional de Madrid es crea mitjançant la Llei de Biblioteques amb la finalitat de ser el primer centre bibliogràfic de la regió. Les seves funcions són conservar i difondre el patrimoni bibliogràfic madrileny i el seu objectiu és posar a l'abast de tots els ciutadans la informació més completa, actual i retrospectiva sobre Madrid i la seva comunitat. La Biblioteca Regional està a la disposició de tots els ciutadans i institucions madrilenyes així com a les institucions especialitzades en la matèria biblioteques i centres de documentació.